# Деменкове (зупинний пункт)
Деме́нкове — пасажирська зупинна залізнична платформа Лиманської дирекції Донецької залізниці.
Розташована в с. Царівка, Щастинський район, Луганської області на лінії Кіндрашівська-Нова — Граківка між станціями Красноозерівка (6 км) та Новий Айдар (7 км).
Через військову агресію Росії на сході України транспортне сполучення припинене. 30 травня 2016 року рух поїздів відновлено, лінією Валуйки — Кіндрашівська почував курсувати приміський поїзд Кіндрашівська-Нова — Лантратівка.